# Dołno Czerkowiszte
Dołno Czerkowiszte (bułg. Долно Черковище) – wieś w Bułgarii, w obwodzie Chaskowo, w gminie Stambołowo. Według danych szacunkowych Ujednoliconego Systemu Ewidencji Ludności oraz Usług Administracyjnych dla Ludności, 15 czerwca 2020 roku miejscowość liczyła 268 mieszkańców.